# Pertik
Pertik is een bestuurslaag in het regentschap Gayo Lues van de provincie Atjeh, Indonesië. Pertik telt 762 inwoners (volkstelling 2010).